# Palazzo Clemente
Palazzo Clemente è un edificio del centro storico di Firenze, situato tra via de' Tosinghi 7r-9r-11r e via de' Medici 6.

## Storia e descrizione
L'edificio - posto d'angolo tra la via de' Tosinghi e la via de' Medici - fu eretto a seguito dei lavori di "risanamento" dell'area del Mercato Vecchio e del Ghetto, con la conseguente demolizione delle antiche case che qui esistevano, sostituite da palazzi e palazzine adeguate al gusto borghese del tempo. Databile a circa il 1900, il fabbricato è riconducibile ad alcuni disegni di progetto conservati presso l'Archivio storico del Comune di Firenze, a loro volta datati al 1897 e firmati dall'architetto Achille Martinelli.
Il fronte verso via de' Tosinghi è organizzato su cinque piani per altrettanti assi e, rispetto ai disegni a cui si è fatto riferimento, mostra una soluzione ben più elaborata per quanto riguarda il piano nobile, con un balcone che abbraccia i tre finestroni centrali rispetto all'ipotesi che lo vedeva ridotto a un solo affaccio, e una maggior varietà nel disegno dei timpani di coronamento. Il corpo in soprelevazione è ovviamente aggiunta tarda. I locali al terreno sono attualmente occupati dalla pasticceria Robiglio, tra gli esercizi storici di Firenze, in questa sede dal 1957, mentre nei priani superiori e nella terrazza si trova l'Hotel Medici.